# Brian Kerwin
Brian Kerwin est un acteur américain, né le 25 octobre 1949 à Chicago.

## Filmographie

### Acteur

#### Cinéma
- 1979 : Hometown USA : T.J. Swakhammer
- 1980 : Getting Wasted : Brad Carson
- 1982 : The Tragedy of King Lear : Le roi de France
- 1984 : Nickel Mountain : George
- 1985 : Murphy's Romance : Bobby Jack Moriarty
- 1986 : King Kong 2 (King Kong Lives) : Hank Mitchell
- 1988 : Spies Inc. : Jim
- 1988 : Torch Song Trilogy : Ed
- 1991 : Le Mari de ma femme (Hard Promises) : Walt
- 1995 : Gold Diggers: The Secret of Bear Mountain de Kevin James Dobson
- 1996 : Dear Diary
- 1996 : Getting Away with Murder : Marty Lambert
- 1996 : Jack : Brian Powell
- 1997 : Back Home : Elliot
- 1997 : Mr. Jealousy : Stephen
- 2004 : Debating Robert Lee (it) de Dan Polier : Gary Mann
- 2008 : 27 robes (27 Dresses) : Hal
- 2011 : La Couleur des sentiments (The Help) : Robert Phelan

#### Télévision
- 1976 - 1977 : Les Feux de l'amour ("The Young and the Restless") (série télévisée) : Greg Foster #2
- 1977 : L'Âge de cristal (Logan's Run) (série télévisée) : Patrick
- 1977 : The Greatest Thing That Almost Happened (téléfilm)
- 1978 : Le Justicier solitaire (télévision) (A Real American Hero) (téléfilm) : Til Johnson
- 1979 : The Chisholms (feuilleton TV) : Gideon Chisholm
- 1979 : The Paradise Connection (téléfilm) : Bruce Douglas
- 1979 - 1981 : The Misadventures of Sheriff Lobo (série télévisée) : Député Birdwell 'Birdie' Hawkins
- 1980 : Power (téléfilm) : Jack Vanda
- 1980 - 1981 : La croisière s'amuse (The Love Boat) (série télévisée) : Ted Lawrence / Hank Austin
- 1982 : Les Bleus et les Gris (The Blue and the Gray) (feuilleton TV) : Malachy Hale
- 1982 : Miss All-American Beauty (téléfilm) : Michael Carrington
- 1983 : Antoine et Cléopâtre (Antony and Cleopatra) (téléfilm) : Eros
- 1983 : Intimate Agony (téléfilm) : Nick Todd
- 1984 : L'Or du fond des mers (Wet Gold) (téléfilm) : Ben Keating, the Diver
- 1984 : Simon et Simon (série télévisée) : Slack Reynolds/Taylor Martin
- 1984 : Les Routes du paradis (Highway to Heaven) (série télévisée) : Barry Rudd
- 1984 : Arabesque (Murder She Wrote) (série télévisée) : Andy Townsend
- 1986 : Hôpital St Elsewhere (St. Elsewhere) (série télévisée) : Terence O'Casey
- 1987 : Tales from the Hollywood Hills: Natica Jackson (téléfilm) : Hal Graham
- 1987 : Great Performances (série télévisée) : Hal Graham
- 1988 : Bluegrass (téléfilm) : Dancy Cutler
- 1988 : La Loi du colt (Dead Man's Gun) (série télévisée) : Joe Wheeler/Teddy Boyd
- 1990 : Challenger (téléfilm) : Capt. Michael J. Smith
- 1990 : Les contes de la crypte (Tales from the Crypt) (série télévisée) : Donald
- 1990 : Roseanne (série télévisée) : Gary Hall
- 1991 : Confusion tragique (Switched at Birth) (téléfilm) : Robert Mays
- 1992 : Against Her Will: An Incident in Baltimore (téléfilm) : Jack Adkins
- 1993 : Angel Falls (série télévisée) : Eli Harrison
- 1995 : Abandonnée et trahie (Abandoned and Deceived) (téléfilm) : Doug
- 1996 : Le Prix du silence (Sins of Silence) (téléfilm) : Joey Finn
- 1996 : It Came from Outer Space II (téléfilm) : Jack Putnam
- 1996 : Critical Choices (téléfilm) : Flood
- 1996 : Unlikely Angel (téléfilm) : Ben Bartilson
- 1997 : Le Réveil du volcan (Volcano: Fire on the Mountain) (téléfilm) : Buck Adams
- 1997 : Flash (téléfilm) : David Strong
- 1998 : Giving Up the Ghost (téléfilm) : Kevin
- 1999 : Liaison mortelle (The Hunt for the Unicorn Killer) (téléfilm) : Saul Lapidus
- 1999 - 2001 : TV business ("Beggars and Choosers") (série télévisée) : Rob Malone
- 2000 : Common Ground (en) (téléfilm) : Chuck Dawson
- 2001 : Affaires de femmes (A Girl Thing) (Feuilleton TV) : Gary Tucker
- 2001 : Frasier (série télévisée) : Bob
- 2001 : New York, unité spéciale (saison 3, épisode 1) : Evan Ramsey
- 2002 : New York, police judiciaire (Law & Order) (saison 12, épisode 14) : Ted Weldon
- 2003 : La Vie avant tout (Strong Medicine) (série télévisée) : Les Campbell
- 2003  : New York, unité spéciale (saison 4, épisode 19) : Stanley Billings
- 2004 : Quand la vie est Rose (Revenge of the Middle-Aged Woman) (téléfilm) : Nathan Lloyd
- 2004 : À la Maison-Blanche (The West Wing) (série télévisée) : Ben Dryer
- 2004 : Boston Justice (Boston Legal) (série télévisée) : Jack Fleming
- 2005 : Nip/Tuck (série télévisée) : Eugene Alderman
- 2005 : Grey's Anatomy (série télévisée) : Holden McKee
- 2005 : Médium (série télévisée) : Nathan Bradley
- 2006 : FBI : Portés disparus (Without a Trace) (série télévisée) : Randall Parker
- 2006 : Monk (série télévisée) : Ben Glazer
- 2006 : Juste cause (Close to Home) (série télévisée) : Lee Towers
- 2006 : Desperate Housewives (série télévisée) : Harvey Bigsby
- 2007 : Big Love (série télévisée) : Eddie
- 2007 - 2010 : On ne vit qu'une fois (One Life to Live) (série télévisée) : Charlie Banks
- 2012 : The Client List (série télévisée) : Garrett Landry
- 2012 : Elementary (série télévisée) : Charles Cooper
- 2013 : Blue Bloods (série télévisée) : Pete Seabrook
- 2014 : The Knick (série télévisée) : Corky
- 2021 : New York, unité spéciale (saison 23, épisode 6) : Roger Murray

### Producteur
- 2000 : Common Ground (en) (téléfilm)